# Rattus vandeuseni
Rattus vandeuseni är en däggdjursart som först beskrevs av Taylor och John H. Calaby 1982.  Rattus vandeuseni ingår i släktet råttor och familjen råttdjur. Inga underarter finns listade i Catalogue of Life.
Denna råtta är bara känd från en bergstrakt på östra Nya Guinea. Den vistas i regioner som ligger cirka 1300 meter över havet. Habitatet utgörs av tropiska bergsskogar.